# Union of Wrestling Forces International
Union of Wrestling Forces International, también conocida como UWF International, UWF-i o U-Inter, fue una promoción de lucha libre profesional japonesa de alcance internacional, activa de 1991 a 1995.
Aunque la inmensa mayoría de sus combates eran predeterminados, UWF-i abogaba por un estilo de shoot wrestling realista, y es considerada, junto con otras empresas, la precursora de las modernas promociones de artes marciales mixtas (MMA), concretamente de PRIDE Fighting Championships, la cual fue fundada poco después con la mayoría del personal de UWF-i.

## Historia

### Fundación
La promoción fue fundada en 1991 por Nobuhiko Takada como una continuación de UWF Newborn, usando a la mayoría de su antiguo personal. De entre ellos, Yoji Anjo fue encargado de contratar talento extranjero, Yuko Miyato se convirtió en el principal booker, y Ken Suzuki tomó el puesto de director financiero. El estilo de UWF International continuaba con el shoot wrestling de la anterior empresa, aunque incluyendo algunos aspectos de lucha libre tradicional que se habían dejado atrás en Newborn, como las luchas en parejas y los campeonatos. Los combates de UWF-i seguían estando predeterminados, pero contaban con una planificación que los hacía muy similares a lo que más tarde serían las artes marciales mixtas: golpes completamente reales, muy poca comunicación entre los luchadores y un gran énfasis en la improvisación. De hecho, UWF-i continuó la costumbre de celebrar luchas de artes marciales reales junto con el resto de combates, así como luchas de kickboxing reales para añadir variedad.

### Auge
Con el carismático Takada como la principal estrella de la promoción, UWF-i ascendió rápidamente de popularidad. En 1992, Lou Thesz introdujo el primer campeonato de UWF-i, el Real Pro Wrestling World Heavyweight Championship, que utilizaba el cinturón del campeonato mundial de la NWA. Este título fue ganado por Takada en una lucha contra Gary Albright, que se había convertido en el mayor heel gaijin. El tema de "Real Pro Wrestling" fue esencial para la empresa, ya que Thesz y Takada se mofaron de otras promociones de lucha del país (particularmente New Japan Pro Wrestling) por ser falsas y poco creíbles, sosteniendo en cambio que UWF-i era completamente real, y lanzaron un reto a los campeones de lucha del país, Mitsuharu Misawa (poseedor del AJPW Triple Crown Championship), Masahiro Chono (NWA World Heavyweight Championship) y The Great Muta (IWGP Heavyweight Championship), para decidir quién era el máximo campeón. El 26 de octubre de 1992, Ken Suzuki y Thesz visitaron las oficinas de New Japan sin previo aviso para retar a Chono; una reunión se concertó entre ambas compañías, pero no alcanzaron ninguna conclusión, y UWF-i reveló esto a la audiencia japonesa, lo que dañó la imagen de New Japan y enfureció a su booker Riki Choshu. Un año después, el campeón de la World Championship Wrestling Super Vader empezó a competir en UWF-i, publicitándose como el único campeón mundial que no temía a Takada.
En imitación de como Antonio Inoki había procedido años antes, Yuki Miyato continuó lanzando desafíos a otras promociones de Japón a fin de hacer parecer a UWF-i superior. El primero de ellos fue la creación de un torneo internacional que tendría como premio un millón de yenes, el Best in the World Tournament. Miyato envió cartas a las figuras mayores de la lucha libre de Japón, entre ellas Misawa (AJPW), Shinya Hashimoto (NJPW), Akira Maeda (RINGS), Masakatsu Funaki (Pancrase) y Genichiro Tenryu (WAR), pero ninguno de ellos aceptó. Tenryu fue el único que estaba dispuesto, pero alegó problemas de estipulación y no llegó a competir. El torneo se celebró entre abril y agosto de 1994, y en su final, Vader derrotó a Takada para ganar su título, dando como resultado uno de los combates más recordados de la historia del puroresu. Como respuesta a la invitación del torneo, Akira Maeda exigió un acuerdo interpromocional entre RINGS y UWF International, el cual fue discutido por Yoji Anjo. Maeda llamó al dojo de UWF-i y pidió la dirección del domicilio de Anjo, afirmando que iba a ir a su casa para matarlo, por lo que los entrenadores de la empresa llamaron a la policía con rapidez y detuvieron a Akira. Este fue obligado por la junta directiva de RINGS a pedir perdón públicamente, lo que fue visto por el público como una victoria para UWF-i.

### Declive
Sin embargo, en 1993, UWF encontró competencia cuando el Rickson Gracie acudió a Japón para competir en torneos de vale tudo celebrados por Satoru Sayama. Debido al enorme éxito de Gracie en Japón, los de UWF-i contactaron con Sayama y este propuso a Rickson competir para ellos, pero Gracie se negó, no queriendo tener nada que ver con lucha predeterminada. En noviembre de 1994, UWF International retó a Rickson, sin obtener respuesta. Por ello, Yuko Miyato decidió acabar con esta competencia enviando contra Rickson al que se creía el luchador más duro de UWF-i, Yoji Anjo, asesorado por su agente Shinji Sasazaki y respaldado por una gran publicidad. Anjo se encontraba confiado de derrotar a Gracie y acudió a su dojo en Estados Unidos en diciembre para enfrentarse a él, pero la jugada salió mal, y Yoji fue brutalmente golpeado por Gracie mientras los estudiantes del brasileño lo grababan. Cuando Sayama presentó el vídeo en Japón, la repercusión fue grande entre ellos; se esperaba que Nobuhiko Takada mismo se presentase ante Gracie para recuperar el honor de UWF-i, pero esto no ocurrió debido a problemas en la negociación, y ello afectó a la popularidad de la empresa.
Al mismo tiempo, y debido a estos motivos, la credibilidad de UWF-i en Japón comenzó a caer. Al lado de nuevos productos como K-1, Ultimate Fighting Championship y Pancrase, las luchas de UWF-i dejaron de tener el mismo efecto que antes, y su popularidad bajó. La empresa no contaba con un programa televisivo estable, y Takada se había quedado sin oponentes poderosos debido a la ida de Vader, Albright y Kazuo Yamazaki. Ante tales problemas económicos, a Takada no le quedó otra que aceptar la idea de Anjo de realizar programas conjuntos con New Japan Pro Wrestling, acordando con el directivo de la NJPW Riki Choshu una serie de combates entre luchadores de ambas empresas. Choshu accedió, pero con la condición de tener el control del resultado de los combates, viendo esto como una oportunidad para vengarse de la UWF de antaño. El acuerdo con NJPW fue un éxito financiero y vio récords de audiencia durante todos sus programas, lo que mantuvo a UWF-i a flote; sin embargo, Choshu había hecho que la mayoría de participantes de UWF-i perdiesen los combates, minando la credibilidad de los shooters. Además, como consecuencia de estos tratos con lucha libre tradicional, Lou Thesz denegó su apoyo a UWF-i.
Más tarde, en 1996, la empresa consiguió un acuerdo mucho más razonable con Wrestle Association R, la empresa de Genichiro Tenryu, que seguía ansioso por combatir con ellos, y el mismo año, Satoru Sayama se unió a UWF-i brevemente. En un intento de recuperarse, un tercio de la empresa fue vendido a Kotaro Ishizawa, director de Tokyo Pro Wrestling, con la que también tuvieron un contrato, pero el fin de UWF-i ya estaba próximo. Union of Wrestling Forces International tuvo su último evento a finales de año.

## Reglas
Los contrincantes comenzaban con 15 puntos cada uno, y los irían perdiendo por intentos de knockout, siendo una desventaja tocar las cuerdas durante una sumisión o para romper una sumisión.
Los combates en parejas contarían con 21 puntos en cada equipo. Sin embargo, un luchador de cualquier equipo podía ganar el combate noqueando a uno de los oponentes o forzándolo a rendirse.

## Antiguos empleados
| - Bob Backlund - Bad News Allen - Billy Robinson - Billy Scott - Bovy Chowaikung - Dan Severn - Gary Albright - Gong Yuttachai - Hiromitsu Kanehara - Kazuo Yamazaki | - Kazushi Sakuraba - Kiyoshi Tamura - Kenichi Yamamoto - Makoto Ohe - Mark Silver - Masahito Kakihara - Masakazu Maeda - Nobuhiko Takada - Salman Hashimikov - Satoru Sayama | - Shinji Sasazaki - Shunsuke Matsui - Super Vader - Tatsuaki Nakano - Tom Burton - Yoji Anjo - Yoshihiro Takayama - Yuko Miyato - Victor Zangiev - Yuhi Sano |